# Филистимляне

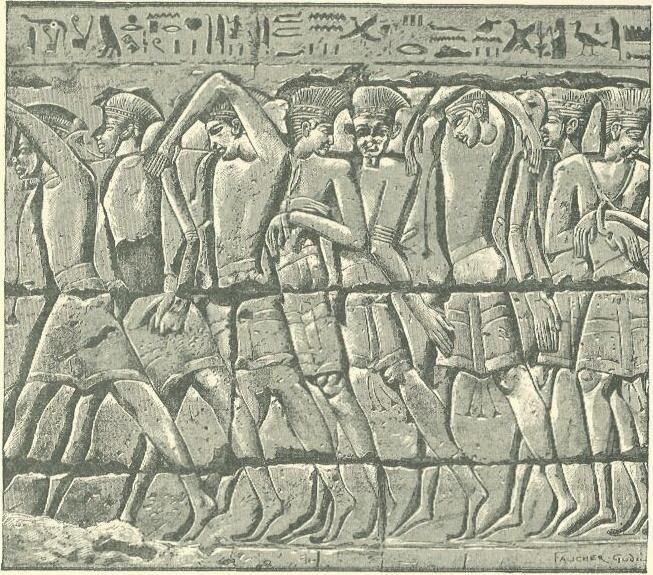
Филистимские воины, взятые в плен фараоном Рамсесом III. На них украшенные плюмажем шлемы и юбки с кистями

Филисти́мляне (др.-евр. פלישתים‬ плишти́м, греч. φιλισταίοι) — древний народ, населявший приморскую часть Ханаана (от современного Тель-Авива до Газы) начиная с XII века до н. э. Неоднократно упомянут в Ветхом Завете (начиная с Быт. 10:14), а также в ассирийских и египетских источниках. На Ближнем Востоке только филистимляне и хетты владели технологией ковки железа (около XII—XI веков до н. э. в Восточном Средиземноморье — на Кипре или в Палестине — был изобретён способ науглероживания и закаливания железа, в результате чего железо стало конкурировать здесь с бронзой), ознаменовав начало железного века. Предполагается, что царство Палистин, существовавшее в XII—IX вв. до н. э. в Сирии (долина Амук), также могло быть связано с филистимлянами.

## В Библии
Всего название народа «филистимляне» (др.-евр. פְּלִשְׁתִּים‬) упоминается в тексте Библии 286 раз, а название страны «Филистия» (др.-евр. פְּלָשֶׁת‬) — 8 раз.
Библия называет филистимлян потомками народа каслухим, происходивших от Мицраима (Быт. 10:13, 14); происхождение от Мицраима связывает каслухим с Египтом (Мицраим — название Египта на иврите); некоторые толкователи Библии помещают каслухим в так называемую Касиотиду — местность к востоку от дельты Нила вокруг горы лат. mons Casius (ныне — Ras Kouroun).
Далее в тексте (Втор. 2:23, Иер. 47:4 и Амос. 9:7) сообщается, что филистимляне пришли в Ханаан с острова или прибрежной страны Кафтор (в части текстов пришельцы называются Кафторим). Большинство толкователей отождествляло Кафтор с Критом; однако существуют и версии, отождествляющие Кафтор с Кипром или с Малой Азией; кафторим рассматриваются или как синоним филистимлян, или как народ-предок.
Библия рассказывает, что патриархи Авраам (Быт. 21:32—34), а затем Исаак (Быт. 26:1) жили в «в земле Филистимской»; такое совмещение «эпохи патриархов» и исторического завоевания филистимлянами южного побережья Ханаана является анахронизмом.
Среди земель и народов, не покорённых евреями во время завоевания Ханаана, называются земли пяти царей (используется титул др.-евр. סרן‬ «серен») филистимских: Газа, Азот, Аскалон, Геф, и Екрон с землёй аввеев (Нав. 13:2, 3, Суд. 3:3). Про аввеев сообщается: «и Аввеев, живших в селениях до самой Газы, Кафторимы, исшедшие из Кафтора, истребили и поселились на месте их» (Втор. 2:23).
Исторические книги Библии изобилуют повествованиями о битвах живших по обоим берегам реки Иордан евреев с филистимлянами, о переменных победах и поражениях того и другого народа (Суд. 10:7, 1Цар. 4:7, 8, 2Цар. 5:17 и многие другие).
Период Судей израильских и первых царей был временем кровопролитных войн двух народов.
Филистимляне были способны выставить большое и хорошо оснащённое войско, в том числе тяжеловооружённую пехоту и боевые колесницы (1Цар. 13:5, 29:2, 31:3).
Богатырь Самсон прославился как народный герой евреев в этой борьбе и погиб в Газе в плену (Суд. 16:25—31). В конце периода Судей могущество филистимлян достигло апогея, их завоевания распространились вглубь настолько, что только горы колен Иуды и Ефрема оставались во власти евреев (Суд. 14 и 15). Попытка восстания при первосвященнике Илии не удалась, и даже священный Ковчег Завета был захвачен филистимлянами в качестве трофея; впоследствии, филистимляне вынужденно (1Цар. 5:1-6:18) возвратили Ковчег евреям.
Именно для сопротивления филистимлянам еврейские племена консолидировались под властью царя.
Пророку Самуилу удалось сплотить угнетённый народ; из наиболее страдавшего от них Вениаминова колена вышел первый еврейский царь Саул, борьба которого с филистимлянами кончилась страшной катастрофой при горе Гелвуй (1Цар. 31). Филистимляне снова подчинили всю землю израильскую; в отдельных городах сидели их губернаторы («нециб»). Сам царь Давид, окончательно освободивший страну от их ига, и сделавший филистимский Геф своим вассалом, начинал свою карьеру как вассал Анхуса (Ахиша), царя Гефа.
После разделения Израильского царства столкновения между филистимлянами и иудеями возобновились.
Филистимляне то платили дань иудеям (2Пар. 27:11), то грабили Иудею и Иерусалим (2Пар. 21:16 и след.), устраивали набеги на города, расположенные на равнине и на юге, а некоторые из них — заселяли (2Пар. 28:18), и снова терпели поражения от евреев, разоривших Геф и Азот (2Пар. 26:6 и след.), впоследствии — и Газу (4Цар. 18:8).
Библия неоднократно говорит о богатстве филистимских городов, Филистея продавала в Ханаан египетских лошадей (3Цар. 10:28), полотна и ткани (Иез. 27:7), а в Египет — ханаанское вино и масло; они продавали евреям оружие (3Цар. 13:19). О процветании их ремёсел свидетельствуют упоминания об искусных золотых изделиях (3Цар. 6:18) и идолах (4Цар. 5:21).
Ко времени возвращения евреев из Вавилонского плена (VI век до н. э.) жители филистимского Азота продолжали сохранять свой язык (местный ханаанейский диалект), в книге Неемии есть жалоба о том, что сыновья евреев и азотянок «в половину говорят по-азотски… и не умеют говорить по-иудейски» (Неем. 13:24).
После того, как Александр Великий разрушил филистимский город Газа, филистимляне очень редко упоминаются в Священном Писании в качестве отдельного народа.

## Происхождение
О происхождении филистимлян нет единого мнения.
Версия о критском происхождении филистимлян подтверждается тем, что Крит соответствует той области (или её части), которую египетские тексты обозначают как «землю Кефто» (kftw).
Часть современных учёных отождествляет филистимлян с пеласгами, согласно одной из версий являвшимися индоевропейским народом. Прибыв в Ханаан, филистимляне испытали сильное воздействие местного населения, главным образом за счёт метисации с ханаанейскими женщинами.

### Палеогенетика
В середине 2019 года были проведены первые генетические исследования, которые позволяют утверждать, что филистимляне являются выходцами из южной части Европы из Восточного Средиземноморья. У филистимлян из Ашкелона железного века (ASH_IA1 и ASH_IA2) определены митохондриальные гаплогруппы T1a1, T2c1c, H2c, H4a1c, H92, I1, JT и Y-хромосомные гаплогруппы J1-Z2331, R1b, L-M20. Филистимляне из группы ASH_IA1 из полиса Ашкелон имеют около 43 % родословной от бронзового века Крита («Crete_Odigitria_BA») — 43,1 ± 19,2 %, а остальные — от ашкелонцев позднего бронзового века ASH_LBA. Популяцию ASH_IA1 также можно смоделировать с помощью современной популяции острова Сардиния — 35,2 ± 17,4 %, бронзового века Иберии («Iberia_BA») — 21,8 ± 21,1 % или степного среднего бронзового века («Steppe_MLBA») — 15,7 ± 9,1 %. На графике PCA филистимляне из IA1 находятся между современными киприотами и современными западными евреями. В то же время, для большей конкретизации реального места происхождения филистимлян требуется большее количество древнего генетического материала. Из этого можно выдвинуть предположение, что версия критского происхождения народа будет подтверждена.

## История
Филистимляне не создали централизованного государства, а образовали коалицию из 5 полисов (греч. Пентаполис — «Пятиградие»): Газа, Ашдод, Ашкелон, Геф (Гат) и Экрон.
Пятый филистимский город, Экрон, был, по-видимому, не завоёван, а основан.
Обладая передовыми для своего времени технологиями (выплавка и обработка железа, производство железных колесниц и оружия), филистимляне вторгались в глубь Ханаана. Наступление филистимлян на земли иудеев было остановлено в начале X века до н. э. (в эпоху объединённого Израильского царства), территория филистимлян сократилась до окрестностей Пентаполиса, но борьба длилась до конца VIII — начала VII веков до н. э. (захвата Пентаполиса и Иудейского царства Ассирией).
Филистимляне упоминаются и в ассирийских надписях, например, в надписях Синаххериба (библ. Сеннахерима). Филистимлянам тоже пришлось испытать на себе ассирийское, вавилонское, а затем и персидское господство, поскольку в сравнении с этими народами они, как и израильтяне, оставались лишь одним из малых народов.
Филистимляне как народность исчезают после походов Александра Македонского (IV век до н. э.), растворившись в массе эллинизированного населения Восточного Средиземноморья.
Во II—I веках до н. э. города филистимлян были завоёваны хасмонеями.

### Филистимляне в Сирии
В XI—IX веках до н. э. на равнине Амук в Сирии существовало государство, созданное «народами моря» (его керамика идентична позднемикенской, как и для филистимлян Ханаана), именуемое в позднелувийских источниках wa-la/li-sa-ti-ni, а в ассирийских как Pattin. Известны имена правителей этой страны IX века — царь Тайта и его жена Купапияс.

## Материальная культура
Филистимская керамика достаточно близка к керамике крито-микенской культуры, так что даже если филистимляне не имели непосредственного отношения к Криту, по крайней мере, имели с этой культурой тесные связи и испытали её влияние. Ранняя филистимская керамика, найденная в раскопках Ашкелона, Ашдода, Экрона и Гата, является местным вариантом позднеэлладской керамики III-го периода. Аналогичная керамика элладского типа за пределами Греции, помимо территории филистимлян, известна также в Киликии и в долине Амук.
Филистимляне первыми привнесли культуру железа в Ханаан. Археологами обнаружены изготовленные филистимлянами железные кинжалы, серпы, мечи, наконечники копий, элементы плуга и даже украшения. Столь раннее владение технологией производства железа говорит в пользу их происхождения с северной Анатолии или с Кавказа, где она впервые, скорее всего, появилась.
В руинах филистимских городов найдено большое количество пивных кувшинов, снабжённых носиками с фильтром для задержания ячменной шелухи, плавающей в свежесваренном пиве. Таким образом, филистимляне оказывали предпочтение пиву, традиционному напитку греческих воинов. Кроме пива, филистимляне изготовляли также и вино. Найденные в раскопках свиные и собачьи кости позволяют предположить, что мясо этих животных входило в обычный рацион филистимлян.

## Письменность и язык
В первые века после миграции в Ханаан филистимляне, вероятно, ещё говорили на собственном языке, глоссы которого сохранились в Ветхом Завете. Язык также, вероятно, представлен крайне скудными фрагментарными надписями. Тем не менее, уже к IX в. до н. э. филистимляне, продолжая сохранять свою этническую и культурную идентичность, перешли в основном на местный ханаанейский (западносемитский) диалект, выработав собственный филистимский семитский язык, известный также как экронский язык, на котором выполнен ряд надписей. Переход филистимлян около III в. до н. э. на арамейский язык примерно совпадает с прекращением их упоминания как отдельного народа.

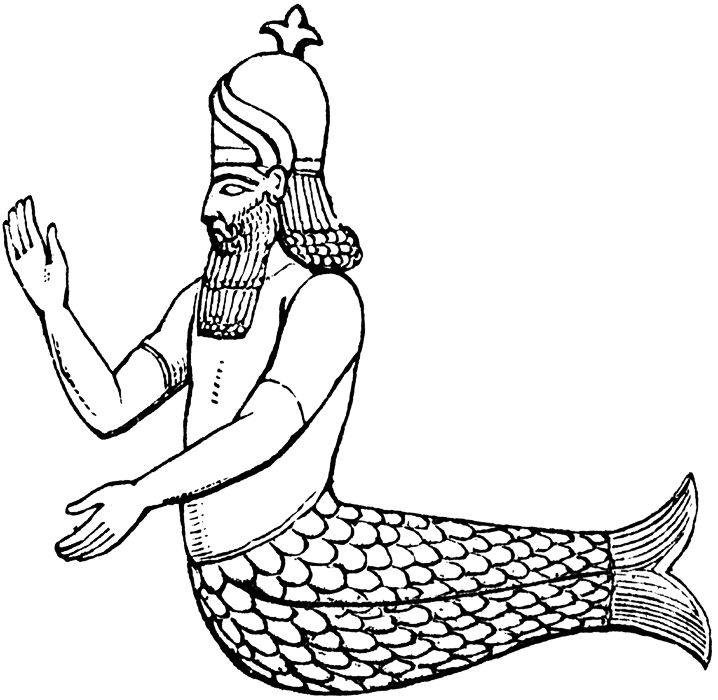
Дагон

## Религия
Среди божеств филистимлян самое важное место занимал Дагон — храмы, посвящённые этому богу, находились, по свидетельству Библии, в Газе (Суд. 16:23) и Азоте (Ашдоде) (1Цар. 5:1, 2). Важное место занимал и Баал-Зебуб (Вельзевул), почитавшийся в Экроне, а также богини Деркето (Атаргата) и Астарта (Аштарт).

## Известные филистимляне
- Маох — отец Анхуса, филистимского царя.
- Анхус — царь Гефа, покровитель Давида.
- Голиаф — противник Давида.
- Далила — подруга Самсона, предавшая его позднее.
- Тайта и Купапияс — правитель сирийских филистимлян и его жена (у последней — имя анатолийского происхождения)[32].

## Исследователи филистимского периода
- Бен-Шломо, Давид
- Гарбини, Джованни[англ.]
- Гитин, Сеймур
- Дотан, Труде
- Зингер, Итамар
- Сафронов, Александр Владимирович
- Фанталкин, Александр
- Штиглиц, Роберт (археолог)
- Ясур-Ландау, Асаф